# Bendel Insurance Football Club
El Bendel Insurance Football Club, conocido también como Insurance of Benin Football Club, es un club de fútbol de Benin City, Nigeria, que juega en la Liga Premier de Nigeria, la liga de fútbol más importante del país.

## Historia
Fue fundado en el año 1972 en la localidad de Benín con el nombre Vipers of Benin y es uno de los fundadores de la Liga Premier de Nigeria en 1972, jugando en ella hasta la temporada 2007-08, en la que quedaron de últimos y teniendo el primer descenso de su historia. La principal razón fueron los problemas financieros que comenzaron desde el 2005, los cuales continuaron junto a problemas en la gerencia del equipo, siendo uno de los 8 equipos en el país que fue suspendido de participar en el fútbol en Nigeria por las deudas.

## Palmarés
- Liga Premier de Nigeria: 2

1973, 1979
- Copa de Nigeria: 3

1972, 1978, 1980
- Copa CAF: 1

1994
- Campeonato de Clubes del Oeste de África: 3

1993, 1994, 1995

## Participación en competiciones de la CAF
| Temporada | Torneo                            | Ronda            | Club              | Casa  | Visita | Global      |
| --------- | --------------------------------- | ---------------- | ----------------- | ----- | ------ | ----------- |
| 1974      | Copa Africana de Clubes Campeones | 1                | Secteur 7         | 7-0   | 0-1    | 7-1         |
| 1974      | Copa Africana de Clubes Campeones | 2                | Djoliba AC        | 1-0   | 0-2    | 1-2         |
| 1979      | Recopa Africana                   | 1                | Petrosport FC     | 1-0   | 5-1    | 6-1         |
| 1979      | Recopa Africana                   | 2                | SC Gagnoa         | 1-0   | 1-0    | 2-0         |
| 1979      | Recopa Africana                   | Cuartos de final | AS Sotema         | 2-0   | 0-2    | 2-2 (5-3 p) |
| 1979      | Recopa Africana                   | Semifinales      | Canon Yaoundé     | 0-0   | 0-1    | 0-1         |
| 1980      | Copa Africana de Clubes Campeones | 1                | UCB FC            | w.o.1 | w.o.1  | w.o.1       |
| 1980      | Copa Africana de Clubes Campeones | 2                | Gor Mahia FC      | 1-2   | 3-2    | 4-4 (a)     |
| 1980      | Copa Africana de Clubes Campeones | Cuartos de final | Etoile du Congo   | 1-0   | 2-3    | 3-3 (a)     |
| 1980      | Copa Africana de Clubes Campeones | Semifinales      | Canon Yaoundé     | 2-4   | 0-0    | 2-4         |
| 1982      | Recopa Africana                   | 1                | OC Agaza          | 2-0   | 1-0    | 3-0         |
| 1982      | Recopa Africana                   | 2                | USK Alger         | 3-1   | 0-2    | 3-3 (a)     |
| 1994      | Copa CAF                          | 1                | SCAF Tocages      | 4-1   | 2-1    | 6-2         |
| 1994      | Copa CAF                          | 2                | Fulani FC         | w.o.2 | w.o.2  | w.o.2       |
| 1994      | Copa CAF                          | Cuartos de final | US Chaouia        | 1-0   | 0-1    | 1-1 (4-2 p) |
| 1994      | Copa CAF                          | Semifinales      | CS Saint-Denis    | 4-1   | 0-1    | 4-2         |
| 1994      | Copa CAF                          | Final            | 1º de Maio        | 3-0   | 0-1    | 3-1         |
| 1995      | Copa CAF                          | 1                | Bye               | Bye   | Bye    | Bye         |
| 1995      | Copa CAF                          | 2                | Inter Club        | 1-0   | 0-2    | 1-2         |
| 2005      | Copa Confederación de la CAF      | 1                | CI Kamsar         | 3-1   | 1-1    | 4-2         |
| 2005      | Copa Confederación de la CAF      | 2                | King Faisal Babes | 0-0   | 0-1    | 0-1         |
| 2023/24   | Copa Confederación de la CAF      | 1                | ASO Chlef         | 1-0   | 0-1    | 1-1 (4-3 p) |
| 2023/24   | Copa Confederación de la CAF      | 2                | RS Berkane        | 2-2   | 0-1    | 2-3         |

1- UCB FC abandonó el torneo.

2- Fulani FC abandonó el torneo.

## Jugadores destacados
| - Bawa Mumuni - Olubayo Adefemi - Julius Aghahowa - Joseph Akpala - Daddy Bazuaye - Abubakar Bello-Osagie - Justice Christopher - Imadu Dooyum - Elderson Echiéjilé - Augustine Eguavoen - Emeka Ifejiagwa | - Pius Ikedia - Kadiri Ikhana - Peter Odemwingie - Thompson Oliha - Emmanuel Omodiagbe - Harrison Omoko - Wilson Oruma - John Owoeri - Clement Temile - Ifeanyi Udeze - Ambruse Vanzekin |

## Ex Entrenadores
- Sebastian Broderick–Imasuen
- Alabi Essien
- Godwin Izilien (2007-2008)
- Godwin Uwua
- Elliot Williams